# Philip J. Fry
Pour les articles homonymes, voir Fry.
Philip J. Fry, ou simplement Fry, est le principal protagoniste de la série télévisée américaine de science-fiction Futurama. Dans la version originale, Billy West utilise une version de sa propre voix alors qu'il avait 25 ans.

## Biographie
Né durant le XXe siècle à New York, Fry est un jeune homme à tout faire, âgé de la vingtaine (bien que l'épisode Le trèfle à Sept Feuilles semble montrer que Fry était âgé de la trentaine au moment où il a été cryogénisé). C'est en livrant une fausse commande dans un centre de cryogénisation le 31 décembre 1999 à un certain I.C. Faihavoir (la blague de la version américaine étant I.C. Wiener, jeu de mots multiple avec les phrases « I see Wiener » (« Je vois un pénis ») et « icy wiener » (« saucisse congelée »)), qu'il est « accidentellement » congelé par Nibbler et se réveille 1 000 ans plus tard, en 2999, dans la ville de New-New York. Après décongélation, Fry fait la rencontre de Leela, une conseillère cyclope, et Bender, un robot cleptomane, fumeur de cigare et adepte de la bière. Ensemble, ils sont employés dans une société de livraison, Planet Express, dirigé par un vieux scientifique fou et sénile, le Professeur Hubert Farnsworth.
Dans le passé, Fry avait un grand-frère, Yancy ; un chien, Seymour ; et une petite amie, Michelle, qui le largue dans le premier épisode Space Pilot 3000, avant qu'il ne soit cryogénisé. Fry semble avoir une grande rivalité fraternelle avec son grand-frère Yancy, ce dernier copiant tout ce qu'il fait et vice-versa concernant Fry. Après avoir été renvoyé du Coney Island Community College, et est par la suite engagé en tant que livreur de pizza chez Panucci. Durant l'épisode Tout se termine bien à Roswell, il est appris que Fry est son propre grand-père.

### Personnalité
Caractérisé comme un personnage simple, doux, naïf et immature, Fry considère Bender comme son plus proche ami. Il est également très attiré par Leela, bien qu'il manque de capacité à faire connaître ses émotions ; ainsi, durant une bonne partie de la série, ses sentiments amoureux restent non réciproques mais pas sans espoir. Elle lui retourne cependant mais pas entièrement ses émotions, et admet dans le film Vous prendrez bien un dernier vert ? qu'elle l'aime également. À la fin du film, ils s'embrassent et se donnent rendez-vous. Malgré sa faible capacité à réfléchir, Fry est attentionné bien qu'il soit la cause des problèmes de ses amis. Même s'il le fait moins souvent, il reporte souvent les responsabilités sur le docteur Zoidberg, fait constaté dans plusieurs épisodes comme par exemple dans Omicron Perseï Huit attaque à la fin duquel il reproche à Zoïdberg « d'en avoir trop fait » et cela bien qu'il soit le plus tolérant des membres de la série. Malgré sa maladresse, Fry tente de régler les problèmes à sa manière. Fry montre une véritable capacité à jouer aux jeux vidéo et réussit même, dans l'épisode Censurez Bender, à gagner une partie de jeu vidéo sans regarder l'écran. Beaucoup de fans de la série peuvent s'identifier au personnage de Fry. En effet, il est le parfait type du loser attachant, pitoyable et sensible qui montre une humanité et une gentillesse hors de son époque. Un peu fainéant, il aime passer des heures devant la télé et fuit son travail de livreur au XXe siècle ainsi qu'en l'an 3000. Cependant, dans certaines circonstances, Fry peut se montrer courageux, opiniâtre et résistant, surtout lorsque ses amis (notamment Bender), Leela ou son amour pour elle sont en danger. Résistant mentalement -malgré ses nombreux échecs, il reste positif - il l'est aussi physiquement puisqu'il arrive souvent à se sortir indemne de situations périlleuses (rappelons que Fry « a survécu à une crise cardiaque »). Dans le film La grande aventure de Bender, Fry possède un tatouage de Bender fumant le cigare sur son postérieur, ses yeux contiennent le code pour voyager dans le temps. Plus tard, Nibbler lui retirera le tatouage avec un laser.
Il semble avoir une tolérance à la douleur inversement proportionnelle à la gravité de ses blessures: il peut hurler en se pinçant un doigt mais très bien tolérer de recevoir un suppositoire gros comme un œuf d'autruche, voire ne pas se rendre compte qu'il s'est fait dévorer les deux mains par un dinosaure.

### Vie amoureuse

#### Leela
Pour les articles homonymes, voir Turanga Leela.
Fry a toujours voulu sortir avec Leela mais celle-ci l'a toujours refusé à cause de sa « minablitude ». Pourtant, dans une vie parallèle, ils sont mariés et heureux. Au cours des épisodes de la série, elle semble néanmoins commencer à ressentir une certaine affection pour lui. Dans l'épisode Titanic 2, Fry et Leela sont sur le point de s'embrasser, mais ils manquent d'être aspirés dans un trou noir par la faute du capitaine Zapp Brannigan, ce qui interrompt le baiser. Dans l'épisode, Fry le pourquoi du comment, Fry rentrant au Planet Express donne une fleur à Leela ; cette dernière lui dit que ce n'est pas grave s'il n'est pas la personne la plus importante de l'univers, elle est simplement heureuse de le voir, alors il lui répond que s'il la rend heureuse, il est la personne la plus importante de l'univers ; c'est alors que cette dernière l'embrasse. Dans le premier épisode de la saison 6, Renaissance, Fry trompe Leela, alors dans le coma, avec un double robot de celle-ci. Elle finit cependant par se réveiller et, découvrant son avatar, en est jalouse et décide de rompre la relation. Soudain, tout d'un coup, Fry se révèle être aussi un androïde pour Leela après la désintégration des employés par l'accident auquel elle a survécu, et fut tuée par anomalie électromagnétique lors d'un baiser avec l'avatar de Fry jusqu'à renaître dans le coma, tandis que le vrai Fry est recomposé plus tard dans le bassin de renaissance du professeur. Et l'amour de Fry et Leela continue à travers les obstacles.

#### Michelle
Michelle était la petite amie de Fry au XXe siècle, mais ce dernier avait de sérieux doutes quant à sa fidélité. Après la disparition de son ex petit ami (après qu'elle l'ai larguée en 1999 avant sa cryogénie), Michelle s'est rendu compte qu'elle l'aimait vraiment et s'est cryogénisée par désespoir et aussi pour retrouver Fry. Lorsque ce dernier l'a aperçu au centre de cryogénie, ils se sont tout de suite remis ensemble. Malheureusement, Michelle n'arrivait pas à s'habituer à l'an 3000. Le couple s'est donc recongelé et se sont réveillés en l'an 4000 dans un endroit vide et dirigé par des enfants. En réalité, ils étaient toujours en l'an 3000 mais à Los Angeles, ville chaotique et peu avancée au niveau technologique… Michelle est redevenue acariâtre, et elle et Fry ont finalement rompu.

#### Amy Wong
Amy et Fry ont une brève relation dans l'épisode La tête sur l'épaule. Ils partent sur Mercure essayer la toute nouvelle voiture d’Amy mais tombent en panne d’essence ; en attendant le dépanneur, ils « sympathisent » et couchent ensemble. Mais Fry ne tarde pas à craindre qu’Amy ne s’attache trop à lui, et devient désespéré quand elle lui déclare qu'il « la rend heureuse ». Lors d’un pique-nique sur Europe où Fry a invité Zoidberg pour ne pas se retrouver en tête-à-tête avec elle, ils ont un terrible accident et le corps de Fry se retrouve mutilé. Afin de conserver la tête en vie, Zoidberg la greffe sur l’épaule d’Amy. C’est une fois que Fry partage le corps d’Amy qu’il décide de rompre avec elle, à quelques jours de la Saint-Valentin.

#### Sa grand-mère
Dans un épisode où Fry va dans le passé, il tue indirectement et involontairement son grand-père, puis fait l'amour avec sa grand-mère et crée, paradoxalement, son père, on peut donc considérer qu'il est son propre grand-père.

## Production

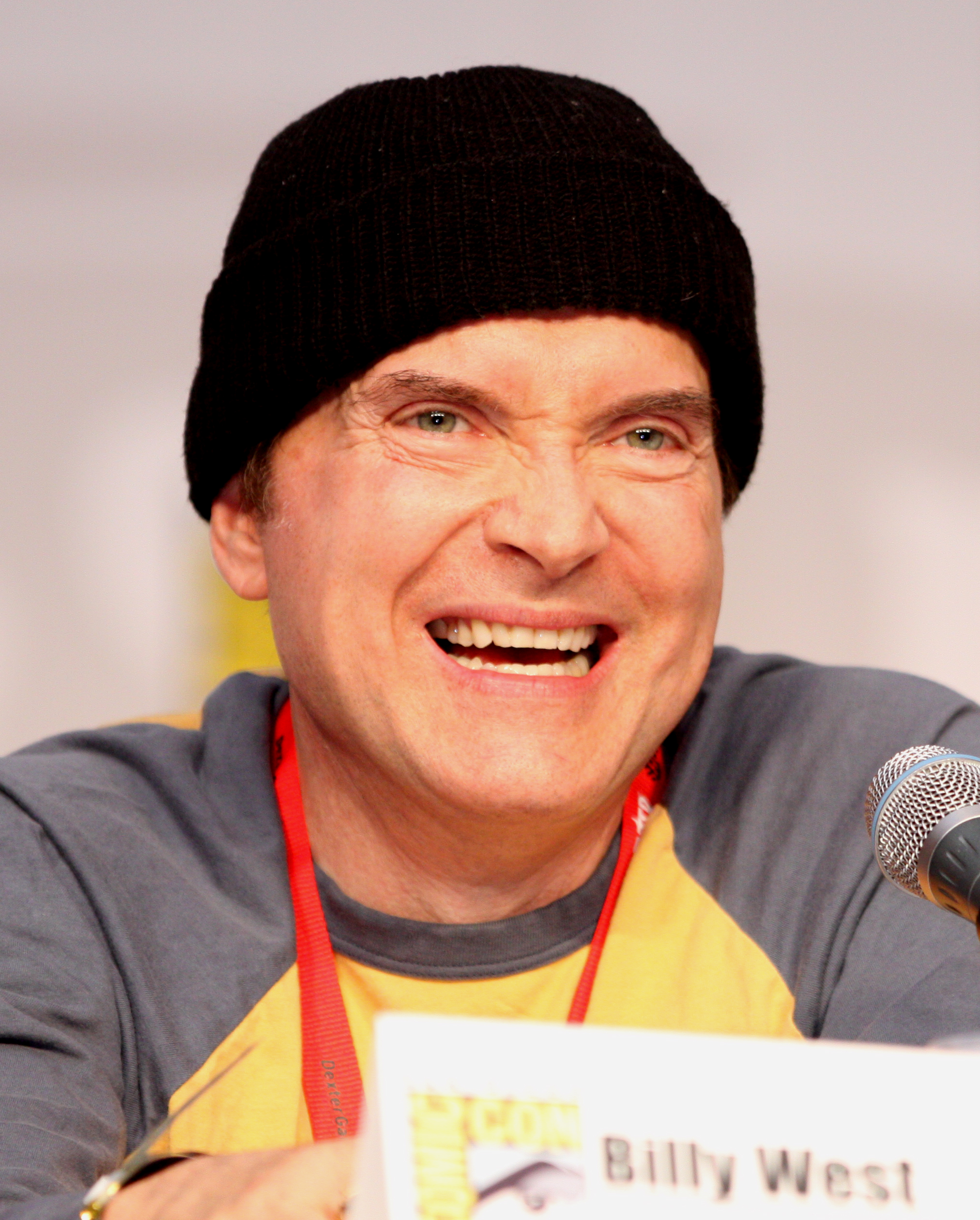
Billy West, voix originale de Fry.

Le nom de « Philip » est attribué à Fry par Matt Groening en hommage à Phil Hartman, pour qui le rôle de Zapp Brannigan avait été créé.
Selon Groening, le personnage de Fry s'est développé au fil du temps en conservant sa personnalité de loser et les caractéristiques qui ont permis aux scénaristes de viser un public masculin jeune. Le personnage de Fry est stupide et possède malgré tout un cœur en or. Fry porte une veste rouge, un t-shirt blanc et un jeans bleu ; le style vestimentaire est basé sur celui de James Dean de Rebel without a Cause.
Fry est doublé dans la version originale par Billy West, qui double également le docteur Zoidberg, Hubert J. Farnsworth et d'autres personnages de l'émission. Dans la version française, c'est Alexis Tomassian qui double le personnage. Initialement, le doublage original devait être attribué à Charlie Schlatter.